# فردریک مارسیلی
فردریک مارسیلی (انگلیسی: Frédéric Marcilly؛ زادهٔ ۱۶ اکتبر ۱۹۷۷) یک فوتبالیست حرفه‌ای سابق فرانسوی است که اخیراً برای باشگاه آماتور بازی کرده است . مارسیلی به صورت حرفه ای در لیگ 1 و لیگ 2 برای آ اس نانسی بازی کرده است.